# Chrysomya megacephala
Espèce
Chrysomya megacephala est une espèce d'insectes diptères brachycères de la famille des Calliphoridae. C'est une mouche des régions chaudes, de couleur vert-bleu métallique, qui se distingue des autres mouches par ses yeux rouge vif. Elle peut être une nuisance pour les humains et même causer des myiases accidentelles.
C. megacephala se compose de deux formes, une normale et une dérivée. Dans les forêts tropicales des îles du Pacifique Sud, comme les Samoa, on trouve la forme normale qui est considérée comme la forme plésiomorphe. La forme dérivée est apparue en Papouasie-Nouvelle-Guinée et est dite synanthropique, écologiquement associée à l'homme.

## Comportement
Cette mouche fait des bulles de salive pour se rafraîchir.

## Répartition
On la trouve à travers de vastes régions du monde. Elle est particulièrement répandue en Orient et en Australasie notamment sur les côtes Est du Queensland et de la Nouvelle-Galles du Sud. On la trouve aussi au Japon et dans les régions paléarctiques.
Depuis les années 1970, elle est apparue dans de nouvelles zones : Nouvelle-Zélande, Afrique et la totalité de l'Amérique. Elle est entrée aux États-Unis par le biais des ports et des aéroports. On l'a trouvée en Californie ainsi qu'au Texas et à Hawaii.